# 森三樹三郎
森 三樹三郎（もり みきさぶろう、1909年8月14日 - 1986年8月29日）は、日本の中国思想研究者。文学博士（大阪大学・論文博士・1962年）。大阪大学名誉教授、佛教大学文学部教授。専門は仏教と老荘思想との関連を軸とした中国哲学史。

## 経歴
京都府舞鶴市生まれ。旧制・大阪府立高津中学校卒、1935年京都帝国大学文学部哲学科支那哲学史専攻を卒業。京都帝国大学副手、東方文化研究所（現京都大学人文科学研究所）を経て、1942年大阪高等学校教授に任命。1950年大阪大学文学部助教授、1962年「上古より漢代に至る性命観の展開」で大阪大学より文学博士の学位を取得。1966年教授、1973年定年退官、名誉教授。後に佛教大学文学部教授。
『東洋学論集 森三樹三郎博士頌寿記念』（同事業会編、朋友書店、1979年）に詳しい紹介がある。

## 主な著書
- 『中国古代神話』清水弘文堂書房
  - 旧版は『支那古代神話』大雅堂〈東亜人文選書〉
- 『梁の武帝 仏教王朝の悲劇』平楽寺書店〈サーラ叢書〉／法蔵館文庫（新版・解説船山徹）
- 『上古より漢代に至る性命観の展開 人生論と運命観の歴史』創文社〈東洋学叢書〉
- 『中国思想史』 第三文明社・レグルス文庫（上下）
- 『無の思想 老荘思想の系譜』講談社現代新書
- 『名と恥の文化 中国人と日本人』講談社現代新書／講談社学術文庫（没後刊）
- 『神なき時代』講談社現代新書
- 『人類の知的遺産 5 老子・荘子』講談社／講談社学術文庫（改訂版・没後刊）
- 『老荘と仏教』法蔵館〈法蔵選書〉／講談社学術文庫（没後刊）
- 『六朝士大夫の精神』同朋舎出版（大著・没後刊）
- 『中国文化と日本文化』人文書院（没後刊・論考集）
- 『生と死の思想』人文書院（没後刊・論考集）
- 『無為自然の思想 老荘と道教・仏教』人文書院（没後刊・講演遺稿集）

## 訳書
- 『荘子』（中公文庫 全3巻、1974年）新版・中公クラシックス 全2巻 2001年
- 『墨子』（「世界古典文学全集 第19巻 諸子百家」、筑摩書房、1965年、復刊2005年） 改訂版・ちくま学芸文庫 2012年
- 『世説新語』劉義慶（「中国古典文学大系 第9巻」、平凡社、1969年、復刊1994年）
- 『浄土三部経』山口益、桜部建と共訳（大乗仏典6：中央公論社、1976年、新版1981年）新版・中公文庫 2002年